# 後藤基次
後藤 基次（ごとう もとつぐ）は、安土桃山時代から江戸時代初期の武将。黒田氏、豊臣氏の家臣。通称は後藤 又兵衛（ごとう またべえ）。
黒田孝高（如水）、黒田長政、豊臣秀頼に仕え数多くの軍功を挙げ、江戸時代に、「黒田二十四騎」「黒田八虎」、また大坂の陣の講談や軍記物語などで豪傑として描かれ、「大坂城五人衆」の一人に数えられた。

## 生涯

### 出生
諸説あるが、『大日本史』などによると、永禄3年（1560年）に播磨国姫路近郊の神東郡山田村に別所氏家臣の後藤新左衛門基国の次男として生まれた。
天正6年（1578年）、黒田孝高が荒木村重によって有岡城に幽閉された際、黒田家家臣一同の誓紙への署名を又兵衛の伯父・藤岡九兵衛が拒否したため一族追放となり、仙石秀久に仕えることとなる。

### 黒田家臣期
当時の記録に基次の具体的な足跡が現れるようになるのは、天正14年（1586年）、九州征伐の宇留津城攻めの頃からである。戸次川の戦いにおいて仙石秀久が島津家久に大敗し、領国の讃岐国に逃げ帰った後には、黒田孝高の重臣である栗山利安の与力となり、黒田家に100石で仕えている。領地替えを巡って徹底抗戦を行った城井氏との戦いでは、吉田長利と共に途中で黒田長政に退却を勧めるが聞き入れられずに敗北を喫し、天正15年（1587年）12月の長岩城攻めの際には瀕死の重傷を負った。文禄元年（1592年）から始まる朝鮮出兵にも従軍し、第二次晋州城攻防戦では亀甲車なる装甲車を作って城壁を突き崩し、加藤清正配下の森本一久らと一番乗りを競った。慶長5年（1600年）の関ヶ原の戦いでは石田三成家臣の剛槍使い、大橋掃部を一騎討ちで討ち取る武功を挙げ、戦後は黒田家重臣の一人として筑前六端城の一つ、大隈城（益富城）の城主となり、16,000石の所領を与えられたとされるが、実際は10,000石から14,000石が妥当ではないかとする指摘もある。

### 黒田家出奔後
黒田如水（孝高の法号）の死から2年後の慶長11年（1606年）、基次は一族揃って黒田家を出奔する。これは基次が他国の者（細川氏、池田氏）と頻繁に書状を交わすことに原因があった。当初は小倉藩の細川忠興を頼ったが、元から関係がこじれていた黒田・細川両家が一触即発の状況となり、徳川家康などの仲裁により細川家を退去する。基次の智勇を惜しんで福島正則・前田利長・結城秀康などから召し出しがかかるが、長政により「奉公構」がなされていたため実現しなかった。一旦故郷である播磨国に戻り、領主となっていた池田輝政を介して岡山藩の池田忠継に仕えた。しかし、「奉公構」の影響で慶長16年（1611年）より京都で浪人生活を送ることになる。慶長16年には基次の黒田家への帰参問題が起こり、長政は幕府を通して交渉を行ったが、基次と連絡がうまくとれず実現することはなかった。

### 大坂の役

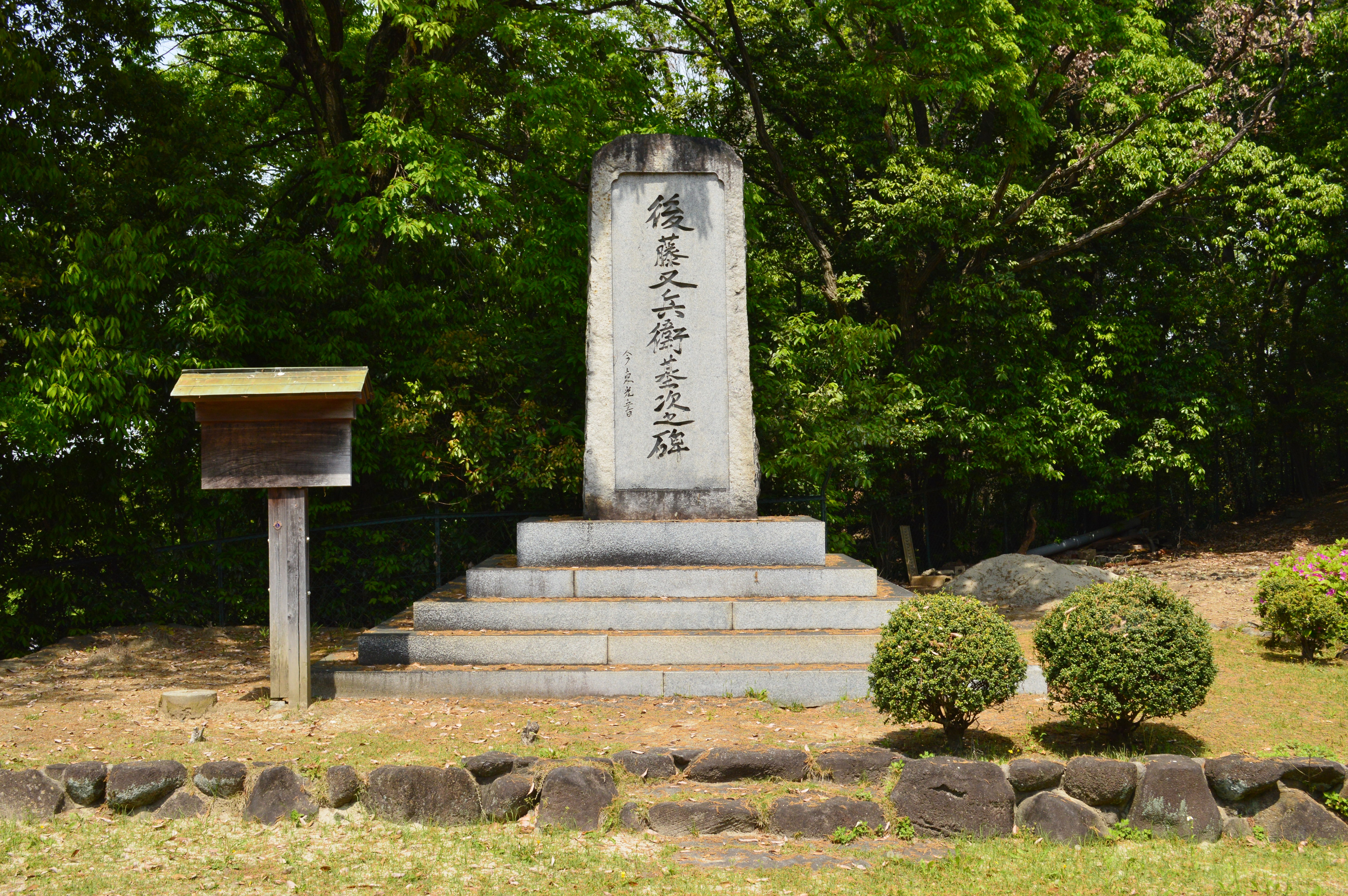
後藤又兵衛基次之碑（大阪府柏原市玉手町）

慶長19年（1614年）、大坂の陣が勃発すると、大野治長の誘いを受け、先駆けて大坂城に入城する。旗頭として天満の浦での閲兵式の指揮を任された際、その采配の見事さから「摩利支天の再来」と称される。徳川家康からは、基次と御宿政友のみが警戒される名望家であった。歴戦の将として大坂城五人衆の一人に数えられ、山川賢信、北川宣勝以下を与力として、大野治長・治房らを補佐した。冬の陣では6,000人の遊軍を任され、鴫野・今福方面を木村重成と協力して守備し、上杉及び佐竹勢と相対した。
翌年5月、大坂夏の陣の道明寺の戦いにおいて、大和路の平野部の出口・国分村での迎撃作戦の先鋒として2,800の兵を率いて、6日の未明、平野郷から出陣した。しかし、徳川方先鋒大将の水野勝成が率いる部隊が、既に国分村まで進出していた。次善の策として、中間にあった小松山（現：玉手山公園近隣）に布陣し、寡兵ながらも抜け駆けしてきた奥田忠次を討ち取るなど、孤軍で奮戦し賞賛された。
しかし、後続の薄田兼相、明石全登、真田信繁（幸村）らの軍が霧の発生により到着が遅れ、逆に伊達政宗の家臣・片倉重長率いる鉄砲隊など、10倍以上となった相手に対し、基次は山を降りての展開・突撃を敢行し、乱戦の中に討死したとされている。享年56。

## 逸話

### 長政との確執・出奔
黒田家出奔までの主君・黒田長政との不仲説は、後世の憶測によるものであるが、以下のような逸話が理由とされている。
- 城井氏との緒戦での敗戦（城井谷崩れ）後、一揆鎮圧軍を率いていた長政は頭を丸めて父・如水に詫び、それに追従して物頭以上の他の武将達も頭を丸める中、基次は従わなかった。周囲から危惧されたが、特に悪びれる様子もなく平然とし、「戦に勝敗はつきもの。負け戦の度に髷を落としていたら、生涯、毛が揃う事がないわい」と言い、如水は不問に付した[15]。先に頭を丸めた長政は大いに面目を失った。
- 文禄の役で長政が朝鮮軍の敵将と組み合って川中に落ちた際、基次は傍に居たが、この一騎討ちにまったく加勢しなかった。不思議に思った小西行長の家来に問われると、基次は「敵に討たれるようなら我が殿ではない」と言って、悠然と見物を続けたという。長政は、どうにか敵将を討ち取ったものの、この一件で基次を非常に恨むようになったとされる。
- 慶長の役で長政の営中に虎が出現し馬を噛み殺し暴れまわった。家臣の菅正利が虎に斬りつけ、虎が逆上して正利に襲い掛かろうとしたところを基次が割って入り斬り、正利が虎の眉間に一撃を加えて即死させた。このとき、夜襲かと疑って井楼に昇り、一部始終を見ていた長政は、｢一手の大将たる身に大事の役を持ちながら、畜生と勇を争うは不心得である｣と二人を叱責した[16][6]。
- 報奨に不満があった[9][注釈 7]。
- 武家社会において名が広く知られていたために交友関係が広く、長政と仲の悪かった細川忠興との内通を疑われ、叱責を受けた事による[2][17]。
- 嫡男であり、石垣原の戦いでも功名のあった後藤太郎助（一意?）が、女性問題などで黒田家から領外退去させられていた。
- また、四男の又一郎は小鼓の演奏に秀でていたが、長政から祇園神事の能の伴奏を命じられた事により、「武士の務めにあらず」と関係が冷え込んだ[17][15]。

### 生存説
上述の通り、定説では大坂夏の陣で討死したことになっているが、講談や軍記が日本各地に広まって読まれ、幾多の戦役を生き延びたという伝説が各地に残っている。
- 奈良県宇陀市には、隠遁生活の後に同地で一生を終えたという伝説が残る。基次の屋敷跡と伝えられる場所には又兵衛桜（本郷の瀧桜）と呼ばれるシダレザクラの大木が残っている。
- 大分県中津市の耶馬渓には、市の史跡として「後藤又兵衛の墓[18]」が残っている。大坂夏の陣で戦死した基次は影武者で、大坂城落城の前に豊臣秀頼を護衛し、真田信繁と共に瀬戸内海から豊後国日出に上陸して薩摩国の島津氏を頼りに落ち延びるという計画を実行していた。上陸後、秀頼一行との再会を誓い日田の地で別れた基次は、かつて黒田氏が中津を領していた頃の妾・お豊のいる伊福の里に向かう。お豊や里の人々と平穏な日々を過ごしていたが、やがて秀頼の病死を知った基次は、豊臣家再興の夢が断たれた悲しみから、承応3年（1654年）1月29日、お豊の家で自刃した。基次の死後しばらくしてから、村人が墓を建立したが年月を経て欠壊し、現在残っている墓は、宝暦13年（1763年）に伊福茂助が建て替えた物である[19]。
- 講談『難波戦記』では岡山の戦いにおいて、真田信繁により徳川家康の本陣が突き崩され、逃げ回る家康が基次に討たれたとされており、堺の南宗寺には「家康の墓」も遺されている。類例に、基次戦死の翌日、従兄弟で娘婿であった配下の山中藤太夫が、家康を追い回した。戦後、兵たちの赦免が行われ、藤太夫も徳川頼宣に召抱えられたが、家康により暗殺されたという[20]。
- 伊予の長泉寺（現在の愛媛県伊予市）住職が基次の伯父であったため、これを頼って伊予に落ち延びそこで帰農して妻帯し、治水と開墾で現地の発展に寄与したという逸話と基次の墓が大智院（伊予郡松前町）に存在する[21]。長泉寺のそばには人物・その他の項に記載があるように基次の首を埋葬したという菩提所がある[22]。
- 『創業録』によると、長宗我部盛親は後藤又兵衛が裏切ったと信じていた。生け捕られ二条城に来た時、「後藤は反忠であったに違いない」と言った。傍らにあった人が、「後藤は討死したのだ」と言ったけれども、長曾我部はこれを信じなかった。盛親は殺されるまで、又兵衛の「裏切り」を信じていたらしい。又兵衛が勝手に先行した挙句の敗戦だ。疑いを持ち続けてもおかしくはない。[23]

### 人物・その他
- 幼少のころ父が病死したことから、黒田孝高（如水）に引き取られてそこで成人した。その後、伯父の藤岡九兵衛が孝高に謀反を企てたために追放され、基次もそれに連座して一時黒田家を離れていた[24]。
- 城井谷崩れの際、殿を務めたと主張したが、目立たないように捨てた猩々緋の陣羽織を、同僚の原種良に拾われており、認められなかった[25]。ただし、種良は深田に落ちて動けなくなり、自棄になって謡曲を唸ったところ敵から見逃されたと菅正利の記録に残っている[26]。城井谷では又兵衛が捕虜になったとの伝承もあり、その間に作ったとされる手水鉢が正光寺に寄進されている[27]。
- 城井氏ら国人一揆との戦いで、雷火砲という武器を用いたと言う[28]。
- 一揆勢の野中鎮兼の長岩城攻めの際、南弥介に討たれかけたが、堅い具足と援護に助けられた。戦後、弥介が栗山利安配下の同輩となり、基次は食べ足りていなかったので不覚を取ったと釈明している[25]。
- 文禄の役における、平壌城攻略戦での嘉山城攻めで一番槍、迎撃戦での白川城において黒田一成とともに殊勲者となっている。
- 戦況判断に優れていた事を示す幾つかの逸話を残している。斥候中に、上流から日本の馬の沓（くつ）が流れてくるのを見つけて既に味方が渡河を開始していると判断。山かげで敵に遭遇した先鋒部隊の鬨（とき）の声が近付いてくるのを聞いて、圧されていると判断。遥か向こうの敵陣の馬煙を見て、近付いてくるなら黒く見えるはずだが、白く薄くなっているので、敵の敗北と判断。いずれも外すことは無かったと言う[6]。
- 第二次晋州城攻防戦で、加藤清正の家臣と一番乗りを争い、森本一久が脱落した後、飯田直景に下帯を引っ張られながらも、基次は寄騎の堀定則とともに崩した城壁をよじ登ったが、直景に旗を放り込まれ、先に一番乗りの名乗りと一番首を挙げられたと記録されている[29]。
- 母里友信、黒田一成と、一日交替で先陣を任された[30]。
- 講談や軍記物語では、名槍「天下に二ツの槍（日本号）」は、虎退治で母里友信の窮地を救った基次が譲り受け、これを出奔時に友信の弟の野村祐勝の息子・野村祐直に渡されたとされる。
- 合渡川の戦いにおいて、西岸で石田方が待ち構える長良川を、強行渡河するか、それとも後続を待つ迎撃策かの軍議が乙津寺（鏡島弘法）で行われ、藤堂高虎から具申を求められると、「既に福島軍が竹ヶ鼻城を落とし、池田軍が織田軍を打ち破り、我らは岐阜城攻めに遅れ、まだ何の戦果も上げずにいる以上、論点ではない」と答えて方針を決定させた。その後、黒田隊の一番渡河を果たしている[6]。
- 外出中に2名の刺客の存在に気付いたが、刺客は基次を恐れて手が出せず筑前に逃げ帰った。しかし、長政はそれを止むを得ないものとして、その刺客を逆に100石を加増した[15]。
- 大坂の陣で基次に近侍した長沢九郎兵衛が、大坂の陣の様子を書いた『長沢聞書』には「傷を風呂で数えると、53箇所あった。」「指揮の声が通りやすいように、外していた面頬を持たされていた。」
- 真田丸建築前、実は基次が馬出となる「後藤丸」を築こうとしていたが、真田丸を築きたかった真田信繁が基次の用意させていた資材を勝手に撤去させてしまう。当然これに激怒した基次が、賛同する浪人達と共に信繁を討ち取ろうとしたが、薄田兼相が宥め明石全登が仲介を行った結果、「軍議に参加させる」のを条件に、信繁を許した。この結果、浪人衆の中心人物が長曾我部盛親、毛利勝永、真田信繁の三人であったのが、基次、全登を加えた五人となるに至っている。
- 「真田丸の戦いは偶発戦ではなく、城兵と内通していた松平忠直を偽矢文で誘い出したもので、基次も采配を振るって雷のような攻撃を行った。」などの基次に関する記載がある。
- 身長は六尺 (180cm) を超えていた。大坂の陣の頃の体格は、肥満で巨漢だったと言う[13]。
- 冬の陣の開戦前、伏見城を奪取し、瀬田・宇治川を防衛ラインとする作戦を具申し、真田信繁らに賛同を得たが、多くの反対派に退けられ大坂城での籠城戦と決まった[17][31]。
- 今福の戦いでは、上杉景勝の家臣・直江兼続の鉄砲隊に狙撃され、当たった数発の中の1発に脇腹を負傷させられたが、傷口を指で確認した後、「秀頼公のご武運は強い」と言い放った。一部の味方には、「一人で豊臣家を背負っているつもりか」とあざけられた[32]。
- 野田・福島の戦いの後、豊臣方は船場に火を放って撤退した。この時、基次は煙に紛れて敵が夜襲してくる事を予測し、「若い者は手柄を立てよ」と伏兵を促したが徳川方は現れず、読み違いをあざけられた。しかし、夜襲は池田忠雄らに計画されていたが、基次を良く知る花房職秀の引き止めにより中止されていたという[6]。
- 塙直之・米田是季・御宿政友らによる本町橋の夜襲戦の際には、直之の上司である大野治房から求められ戦術を教授している[14]。
- 大野治長と並ぶ主将格でありながら、戦闘放棄を繰り返す織田長益・頼長父子に対して、最も反感を持っていたとされる[32]。
- 道明寺の戦いの前、小侍と嫡子の従軍を禁じた。長沢九郎兵衛は、すぐ退却できるように下馬して戦わない事を条件に認められた[14]。
- 道明寺の戦いの数日前、平野郷での滞陣中に家康の参謀・本多正信の親族で、基次と長宗我部盛親の旧知であった京都相国寺の僧・揚西堂が、家康からの使者として訪れる。播磨で50万石という法外な条件での帰順を持ちかけられたが、感激するもこれを拒絶する。これにより、徳川方への内通との噂も立っている[6]。
- 配下の神西不楽は、仙石秀久に仕える前からの盟友であり、夏の陣に先立って流れ矢を受け、戦死した[20]。
- 夏の陣で激突し、自ら槍を持って小松山に突入してきた水野勝成[33]とは、仙石秀久の四国攻めと、黒田長政の豊前の国人一揆との戦いに、共に従っている。後者の野中鎮兼との長岩城の戦いでは、殿（しんがり）の功名を競い合い、共に高名な存在であった。
- 伊達家では片倉重長の鉄砲隊が討ち取ったとしている。『武功雑記』では、松平忠明配下の山田十郎兵衛が討ち取ったとしている。『難波戦記』では、腰を撃たれ歩行不能となったため部下の吉村武右衛門に命じて介錯された後、『長沢聞書』では奪い返した後、その首を深田に隠されたとしている。
- 『伊予古跡誌』では、基次の首は後日、吉村武右衛門に持ち帰られ、基次の伯父が住職を務めていた伊予国の長泉寺に埋葬されたとしている[22]。この寺には平成27年（2015年）、後藤又兵衛の石像が建立された。
- 長男の基則は大坂の陣後に自刃したが、基則の次男である徳治は基則の妻の実家に逃れ、その後に現在の加西市一帯の庄屋として生涯を全うしたとされる[34]。
- 平成27年（2015年）、生誕の地とされる姫路市山田町の福田寺に『後藤又兵衛顕彰碑』が地元の有志によって建立された[注釈 8]。また、「後藤又兵衛顕彰会」が結成され、後藤神社と福田寺の双方に、奈良県宇陀市にある伝説の又兵衛桜と同種の、エドヒガンザクラも植樹された。顕彰会では又兵衛の銅像建立を目指している。
- 『三川記』によると「後藤又兵衛は黒田長政に奉公構いにされた後、後年、大和に隠れていた。その折、大野治長の恩をこうむり、子細を聞くまでもなく召使を連れて大坂城へ馳せ参り、爪牙の将となり、秘密の謀議や密書について、又兵衛は心底を尽くし、治長の姪聟になって、一家の好みと同じようにした」とある。要するに又兵衛は大和にいたときから治長によって囲われていたのだ。当初から又兵衛は実戦部隊の長として招かれ、姪聟にまでなっている。そして、彼の意図を政治的に実現しようとしていたのが大野治長だった。[35]

## 関連作品
小説
- 『乞食大将』大佛次郎（1947年、苦楽社）
- 『売ろう物語』 司馬遼太郎（短編、『おお、大砲』〈1961年、中央公論社〉収録）
- 『軍師二人』 司馬遼太郎（短編、『花房助兵衛』〈1963年、桃源社〉収録）
- 『城塞』 司馬遼太郎（1971-1972年、新潮社）
- 『真田幸村と後藤又兵衛』 高橋直樹（2014年、PHP文庫）
- 『幸村を討て』 今村翔吾（2022年、中央公論新社）

マンガ
- 『後藤又兵衛』 手塚治虫（1954年）
- 『後藤又兵衛~黒田官兵衛に最も愛された男~』　かわのいちろう

映画
- 『後藤又兵衛（後藤又兵衛基次）』（1915年、主演：尾上松之助）
- 『後藤又兵衛』（1919年、主演：尾上松之助）
- 『後藤又兵衛』（1921年、主演：嵐璃徳）
- 『後藤又兵衛』（1921年、主演：尾上松之助）
- 『後藤又兵衛 忍術破り』（1921年、主演：沢村四郎五郎）
- 『後藤又兵衛』（1922年、主演：尾上松之助）
- 『後藤又兵衛』（1923年、主演：沢村四郎五郎）
- 『後藤又兵衛』（1937年、主演：松山宗三郎）
- 『後藤又兵衛 乳呑児三千石』（1939年、主演：大谷日出夫）
- 『後藤又兵衛』（1940年、主演：市川寿三郎）
- 『乞食大将』（1952年〈1945年製作〉、監督：松田定次　主演：市川右太衛門）
- 『鉄火大名』（1961年、監督：内出好吉　主演：市川右太衛門）
- 『乞食大将』（1964年、監督：田中徳三　主演：勝新太郎）

テレビドラマ
- 『乞食大将』（1959年、日本テレビ、主演：冨田浩太郎）
- 『徳川家康』（1983年、NHK大河ドラマ、演：唐沢民賢）
- 『真田太平記』（1985年、NHK大型時代劇、演：近藤洋介）
- 『葵 徳川三代』（2000年、NHK大河ドラマ、演：重松収）
- 『軍師官兵衛』（2014年、NHK大河ドラマ、演：塚本高史（幼少期：川口和宥 / 少年期：松島海斗））
- 『真田丸』（2016年、NHK大河ドラマ、演：哀川翔）
- 『どうする家康』（2023年、NHK大河ドラマ、演：蔵原健）